# レオン・ガンベッタ (装甲巡洋艦)
| 写真は竣工当時の「レオン・ガンベッタ」 | |
| 艦歴                                   | |
| 発注                                   | ブレスト造船所 |
| 起工                                   | 1901年 |
| 進水                                   | 1901年10月26日 |
| 就役                                   | 1905年 |
| 退役                                   | |
| その後                                 | 1915年4月27日戦没 |
| 除籍                                   | |
| 性能諸元                               | |
| 排水量                                 | 常備：11,959トン |
| 全長                                   | 146.45m -m（水線長) |
| 全幅                                   | 21.41m |
| 吃水                                   | 8.05m（常備）、8.41m（満載時） |
| 機関                                   | ニクローズ式石炭・重油混焼水管缶28基 +直立型三段膨張式レシプロ機関3基3軸 |
| 最大 出力                              | 28,500hp |
| 最大 速力                              | 19.4ノット |
| 航続 距離                              | 10ノット/11,000海里 |
| 燃料                                   | 石炭：2,065トン、重油：不明 |
| 乗員                                   | 728名（旗艦時：821名） |
| 兵装                                   | カネー Model 1893-96 19.4cm（40口径）連装速射砲2基 カネー Model 1893-96 16cm（45口径）連装速射砲6基 +同単装速射砲4基 オチキス Model 1902 4.7ｃm（43口径）単装機砲24基 オチキス Model 1902 3.7cm単装機砲2基 Model 1904 45cm水中魚雷発射管単装2基 |
| 装甲                                   | 側：90～170mm（水線面主装甲） 甲板：45mm（水平面）、66mm（傾斜部） 主砲防盾：200mm 副砲塔：130～165mm 副砲ケースメイト：140mm 司令塔：200mm |

レオン・ガンベッタ（Léon Gambetta）はフランス海軍の装甲巡洋艦。レオン・ガンベッタ級。艦名となっているレオン・ガンベッタは19世紀のフランスの政治家である。

## 艦歴
「レオン・ガンベッタ」はブレスト工廠（Arsenal de Brest）で建造。1901年1月15日起工。1902年10月26日進水。1904年2月、霧の中で座礁事故を起こし、中央および右舷側のスクリュープロペラを新たに用意する必要などが生じた。同年9月にも座礁し、この時はビルジキールなどが曲がった。1905年7月21日就役。
「レオン・ガンベッタ」は北方艦隊（Escadre du Nord）に編入された。1905年10月、「レオン・ガンベッタ」はリスボンへ向かい、同地で大統領エミール・ルーベを乗せた。1908年5月にはドーバーを訪問する大統領アルマン・ファリエールを乗せ、7月にはカナダを訪れた。1909年秋に「レオン・ガンベッタ」は地中海に移った。

### 第一次世界大戦
第一次世界大戦のレオン・ガンベタは、マルタを拠点としたフランス艦隊に属しており、オトラント海峡の南でオーストリア＝ハンガリー帝国海軍をアドリア海へ封じ込める任務に従事していた。
レオン・ガンベタが雷撃された時は、イタリアの参戦が近くオーストリア＝ハンガリー海軍の活動が予測されたため封鎖ラインがより北に移っていた。地中海において潜水艦の脅威が増大していたにもかかわらず、レオン・ガンベタは護衛を伴っていなかった。
1915年4月27日夜、地中海中央部、イタリア南東端サンタ・マリア・ディ・レウカ岬の南15マイルのイオニア海でレオン・ガンベタはオーストリア＝ハンガリー帝国海軍の潜水艦U-5（ゲオルク・フォン・トラップ艦長）に雷撃されて、2本の魚雷が命中する。魚雷は右舷側の発動機室と前部ボイラー室付近に命中、動力である蒸気を失ったレオン・ガンベタはポンプによる浸水の排出も不可能となり、急速に沈み始めた。また、動力の喪失により救命ボートを下ろすことも困難となり、多くの乗員が海面に投げ出された。
レオン・ガンベタはわずか10分で沈没し、乗っていた821名中ビクター・バプティスティンセネス（Victor Baptistin Sénès）少将を含む684名が死亡し、生存者は137名であった。
この後、フランス巡洋艦による哨戒線はケファロニア島と同緯度の位置まで南に移動した。

## 参考図書
- 「Conway All The World's Fightingships 1860-1905」（Conway）
- 「Conway All The World's Fightingships 1906-1922」（Conway）
- 「世界の艦船増刊第50集　フランス巡洋艦史」(海人社)

Template:レオン・ガンベッタ級装甲巡洋艦